# Franz Xaver Ölzant
Franz Xaver Ölzant (1934, Oberzeiring, Estiria) es un escultor austriaco. Vive y trabaja en la pequeña localidad de Pfaffenschlag en Waidhofen an der Thaya.

## Vida
Ölzant estudió desde 1955 hasta 1958 en la Universidad de Artes Aplicadas de Viena. En el verano de 1969 asistió al Simposio de Escultura de Santa Margarita de Burgenland. De 1978 a 1982 acudió a la Academia de Bellas Artes de Viena, donde también ocupó una cátedra desde 1986 hasta 2001.

## Obras
- 1979:Selva, en Calle de las Esculturas (St. Wendel)
- 1994:Basílica, 97 Dioritfindlinge, en Waidhofen an der Thaya

## Premios
- 1980 - Premio de Escultura de la Ciudad de Viena

## Fuente
- Datos: Q700497
- Multimedia: Franz Xaver Ölzant / Q700497